# Sticherus rubiginosus
Sticherus rubiginosus là một loài dương xỉ trong họ Gleicheniaceae. Loài này được Mett. Nakai mô tả khoa học đầu tiên năm 1950.